# Commanderie d'Arbois
La Commanderie d'Arbois est la réunion d'une commanderie d'origine hospitalière et une d'origine templière, édifiée au Moyen Âge, à Arbois, dans l'actuel département du Jura, alors au comté de Bourgogne.

## Histoire
Les Templiers et les Hospitaliers sont présents à Arbois au XIIIe siècle mais tous les deux à l'extérieur de la ville. L'ordre du Temple avait installé sa commanderie au nord de celle-ci, entre Vilette-les-Arbois et l'ancien village de Changin alors que les Hospitaliers étaient au sud. La maison de l'Hôpital se trouvait sur l'autre rive de la Cuisance, l'actuel quartier Saint-Jean. 
En 1373 et malgré la dévolution des biens de l'ordre du Temple, les deux maisons ne sont toujours pas réunies. L'ancienne maison des Templiers (Domus Templi de Arbosio) est un membre de la commanderie de Dole alors que la maison de l'Hôpital (Domus Sancti Johannis de Arbosio) est un membre de la commanderie de Varessia et le lieu de résidence de son commandeur.
Après un dernier remembrement, la maison de Saint-Jean d'Arbois devient l'une des 56 commanderies du grand prieuré d'Auvergne et Varessia l'un de ses membres.

## Organisation

### Ordre du Temple (jusqu'en 1307)
- La maison de Besançon dépendait de cette commanderie[6] mais elle fut rattachée à la commanderie de Falletans (Dole) avant la fin du XIIIe siècle[7].

### Ordre de Saint-Jean de Jérusalem
La commanderie d'Arbois se composait des maisons d'Arbois, de Changin, de Beaufort et de Montagna-le-Templier, de laquelle dépendaient celles de Varessia et Graveleuse.